# Loumana
 Loumana  là một tổng thuộc tỉnh Léraba ở tây nam Burkina Faso. Thủ phủ là thị xã Loumana. Theo điều tra dân số năm 1996, tổng này có tổng dân số 22.680 người.

## Các thị xã và làng xã
- Loumana	(2 723 dân) (thủ phủ)
- Baguera	(5 030 dân)
- Bledougou	(424 dân)
- Cissegue	(748 dân)
- Faon	(384 dân)
- Farniagara	(186 dân)
- Kangoura	(2 286 dân)
- Kinkinka	(518 dân)
- Koko	(524 dân)
- Lera	(602 dân)
- Loukouara	(215 dân)
- Negueni	(1 056 dân)
- Niansogoni	(1 219 dân)
- Noussoun	(911 dân)
- Ouahirmabougou	(4 021 dân)
- Outourou	(680 dân)
- Sourani	(218 dân)
- Tamassari	(935 dân)